# Radio Argentina
Radio Argentina fue una estación de radio argentina que transmitió desde la Ciudad Autónoma de Buenos Aires.
Significó un hito de las telecomuncaciones, ya que fue la primera emisora de radio de transmisiones regulares en Argentina y la primera de habla hispana en el mundo, surgida de las primeras experiencias de transmisiones radiofónicas.

## Historia

### La radio en Argentina
El grupo pionero de la radiodifusión argentina estaba integrado por Enrique Susini, Luis Romero Carranza, César José Guerrico y Miguel Mujica. Seguía el avance de la telegrafía sin hilos de Guillermo Marconi, que había sido aplicada a la radiotelefonía para comunicaciones militares durante la Primera Guerra Mundial y que ya estaba dando lugar a los primeros ensayos de radiodifusión en algunos lugares del mundo.
Para 1920 el conjunto consiguió los materiales necesarios para instalar una torre de 40 metros de altura en donde realizaría la transmisión: la azotea del Teatro Coliseo. Conectó un primitivo micrófono para sordos con una especie de bocina -como la que llevaban los fonógrafos de la época- a la torre, que estaba conectada a un equipo transmisor de 5 vatios de potencia.

El intenso trabajo llevado adelante por Susini, Raúl Romero Carranza, Eduardo Guerrico y Francisco Mujica en altos de aquel edificio fue motivo para que el grupo sea bautizado Los locos de la azotea.

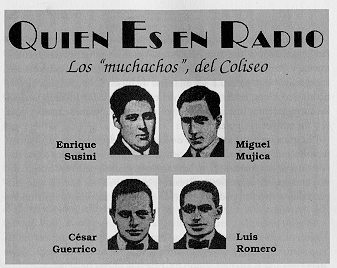
Los locos de la azotea

Así el 27 de agosto de 1920, a alrededor de las 20:30 horas (Hora oficial argentina), la voz de Enrique Susini anunció al aire:

"Señoras y señores, la Sociedad Radio Argentina les presenta hoy el Festival sacro de Richard Wagner, Parsifal. Con la actuación del tenor Maestri, la soprano  argentina Sara César y el barítono Rossi Morelli y los bajos Chirino y Paggi, todos bajo la dirección de Félix von Wingartner, secundado por el coro y la orquesta del Teatro Constanzi de Roma."

A las 21:06 horas (Hora oficial argentina) el grupo dio inicio  la transmisión que continuó hasta finalizar ese día y que pudieron escuchar menos de cuarenta personas -además de los tripulantes de un barco anclado en el puerto de Santos- debido la escasa cantidad radios a galena que había entonces.
La rudimentaria tecnología de la época no permitía una calidad gran sonora pero, de todas maneras, la novedad generó tal entusiasmo que los conciertos debieron repetirse en los días siguientes con las óperas Aída, Iris, Rigoletto y Manon. Luego prosiguieron con audiciones improvisadas, en algunas de las cuales también Susini cantó en distintos idiomas, como el alemán, francés, italiano y hasta en ruso. De tal modo, las puestas al aire prosiguieron desde otros escenarios, como el Teatro Colón y el Club de Tango Abdullah; y hasta empezaron a contener noticias.
Diario La Razón publicó una reseña exultante al respecto e incluso, el presidente argentino entonces, Hipólito Yrigoyen elogió al grupo por el éxito obtenido, con la siguiente frase: 

"Cuando los jóvenes juegan a la ciencia es porque tienen el genio..."

### Radio Argentina
Aquellas experiencias itinerantes resultaron en la creación de la primera emisora de radio de transmisiones regulares en Argentina y la primera de habla hispana en el mundo.
En 1922 trasladó sus operaciones a Avenida Belgrano 1732. Posteriormente tuvo más mudanzas en su haber: Carlos Pellegrini 1042, Castro Barros 1185, Bolívar 1356, Suipacha 383, Florida 8, Avenida Santa Fe 2043, Uruguay 1237 y Tacuarí 2035, por nombrar algunas.
Durante el año 1926 funcionó como Broadcasting de Crítica.
Tras haber permanecido nacionalizada e intervenida durante más de 30 años, la emisora fue adjudicada por el Estado a Radio Familia S.A. en 1983.
Fue disuelta luego de que la antes mencionada sociedad anónima devolvió su licencia al Estado, por problemas de índole financiera que le impedían seguir explotándola.

En sus micrófonos ha tenido a Enrique Susini, Anita Palmero, Mario Pocoví, Lita Sandoval, Pedro Tocci, Inés Edmonson, Délfor Dicásolo, Segundo Pomar, Josefina Ríos, Nelly Beltrán, Silvio Spaventa, Héctor Gagliardi, Roberto Gil, Carlos Ginés, Ariel Delgado, Cacho Fontana, Riverito, Silvio Soldán, Alejandro Dolina, Julio Ricardo, Sergio Velasco Ferrero, Enrique Llamas de Madariaga, Hugo Sofovich, Moria Casán, Jorge Porcel, Roberto Galán, Pepe Eliaschev, Betty Elizalde, Víctor Hugo Morales, Alfredo Parga, Guillermo Gauna y Leonardo Greco, entre otros.

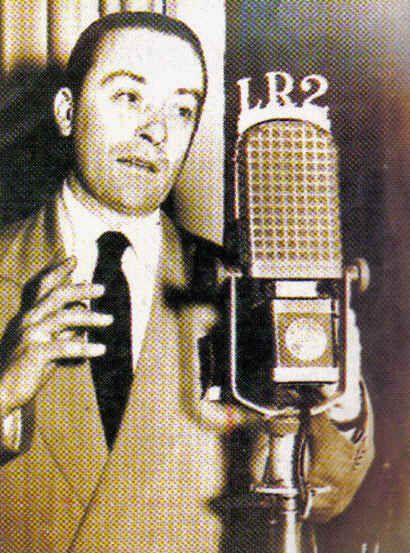
Héctor Gagliardi al aire de la emisora